# Павлов, Пётр Петрович (зоолог)
 Пётр Петрович Павлов  (1853—1877/1878) — русский зоолог. Брат физиолога Ивана Петровича и химика Дмитрия Петровича Павловых.

## Биография
Родился в 1853 году в Рязани в семье священника Петра Дмитриевича Павлова (1823—1899). Воспитывался в Рязанском духовном училище и семинарии.
В 1877 году окончил физико-математический факультет Императорского Санкт-Петербургского университета по отделу естественных наук; получил премию за «исследование над зубами <молодых> стерлядей» и был оставлен при университете для усовершенствования знании с определением его на должность консерватора при зоологическим кабинете университета. По отзыву профессора M. H. Богданова, «резко выделялся в среде своих сотоварищей — редкой любознательностью и серьезным, искренним отношением к науке».
Скончался 31 декабря 1877 (12 января 1878) года от случайного выстрела на охоте.
После смерти были напечатаны его «Орнитологические наблюдения в Рязанской губернии» (Труды С-Петербургского общества естествоиспытателей. — 1878, 1879).